# Blaniulus
Genre
Blaniulus est un genre d'iules (mille-pattes diplopodes) de la famille des Blaniulidae.

## Liste d'espèces
Selon Catalogue of Life (9 sept. 2013) :
- Blaniulus atticus
- Blaniulus concolor
- Blaniulus drahoni
- Blaniulus eulophus
- Blaniulus fuscopunctatus
- Blaniulus guttulatus
- Blaniulus lichtensteini
- Blaniulus lorifer
- Blaniulus mayeti
- Blaniulus orientalis
- Blaniulus troglobius
- Blaniulus troglodites
- Blaniulus velatus
- Blaniulus virei

Selon ITIS (9 sept. 2013) :
- Blaniulus guttulatus (Fabricius, 1798)